# Zhang Bao (Gelbe Turbane)
Zhang Bao (張寶) war der Bruder Zhang Jiaos und Zhang Liangs und einer der Anführer der Gelben Turbane.
Er wurde von einer Han-Einsatztruppe unter Liu Bei, Guan Yu und Zhang Fei geschlagen und zog sich nach dem Tod seines Bruders als Bandit in die Berge zurück, wo er schließlich von seinen eigenen Offizieren verraten und getötet wurde.
| Personendaten    | Personendaten                      |
| ---------------- | ---------------------------------- |
| NAME             | Zhang Bao                          |
| ALTERNATIVNAMEN  | 張寶 (chinesisch)                  |
| KURZBESCHREIBUNG | Mitanführer der Gelben Turbane     |
| GEBURTSDATUM     | 2. Jahrhundert                     |
| STERBEDATUM      | 2. Jahrhundert oder 3. Jahrhundert |